# El Atef
El Atef (arabiska: العطف) är en kommun i Marocko.   Den ligger i provinsen Taourirt och regionen Oriental, 400 km öster om huvudstaden Rabat. Antalet invånare är 2 471.